# Psychotria schultzei
Psychotria schultzei är en måreväxtart som beskrevs av Theodoric Valeton. Psychotria schultzei ingår i släktet Psychotria och familjen måreväxter. Inga underarter finns listade i Catalogue of Life.